# マンガン欠乏症
マンガン欠乏症（マンガンけつぼうしょう、英 manganese deficiency）とはマンガンの欠乏を原因とする疾病。飼料のマンガン不足、カルシウムやリンの過剰摂取によるマンガンの利用率の低下が原因となる。雌牛における繁殖障害、子牛の先天性の骨あるいは関節の奇形、運動障害、発育不良などを示す。治療には硫酸マンガンを一日につき子牛では1-2g、成牛では2-4g、飼料に添加する。ヒトにおいては発育低下、血液凝固異常、生殖に関する異常が推定されているが、明確な研究報告はない。